# Campionat britànic de trial 1969
La temporada de 1969 del Campionat britànic de trial fou la 20a edició d'aquest campionat, organitzat per l'ACU.

## Classificació final
| Posició | Pilot            | Motocicleta | Punts |
| ------- | ---------------- | ----------- | ----- |
| 1       | Sammy Miller     | Bultaco     | ?     |
| 2       | Gordon Farley    | Montesa     | ?     |
| 3       | Derek Adsett     | Greeves     | ?     |
| 4       | Lawrence Telling | Montesa     | ?     |
| 5       | Paul Dunkley     | Bultaco     | ?     |
| 6       | Scott Ellis      | Dalesman    | ?     |
| 7       | ?                | ?           | ?     |
| 8       | ?                | ?           | ?     |
| 9       | ?                | ?           | ?     |
| 10      | ?                | ?           | ?     |